# Argastíri
Argastíri, en grec moderne : Αργαστήρι, est un village du dème de Kándanos-Sélino, dans le district régional de La Canée, de la Crète, en Grèce. Selon le recensement de 2011, la population d'Argastíri compte 19 habitants. Le village est situé à une distance de 50,5 km de La Canée.